# Locomotives et locotracteurs Diesel

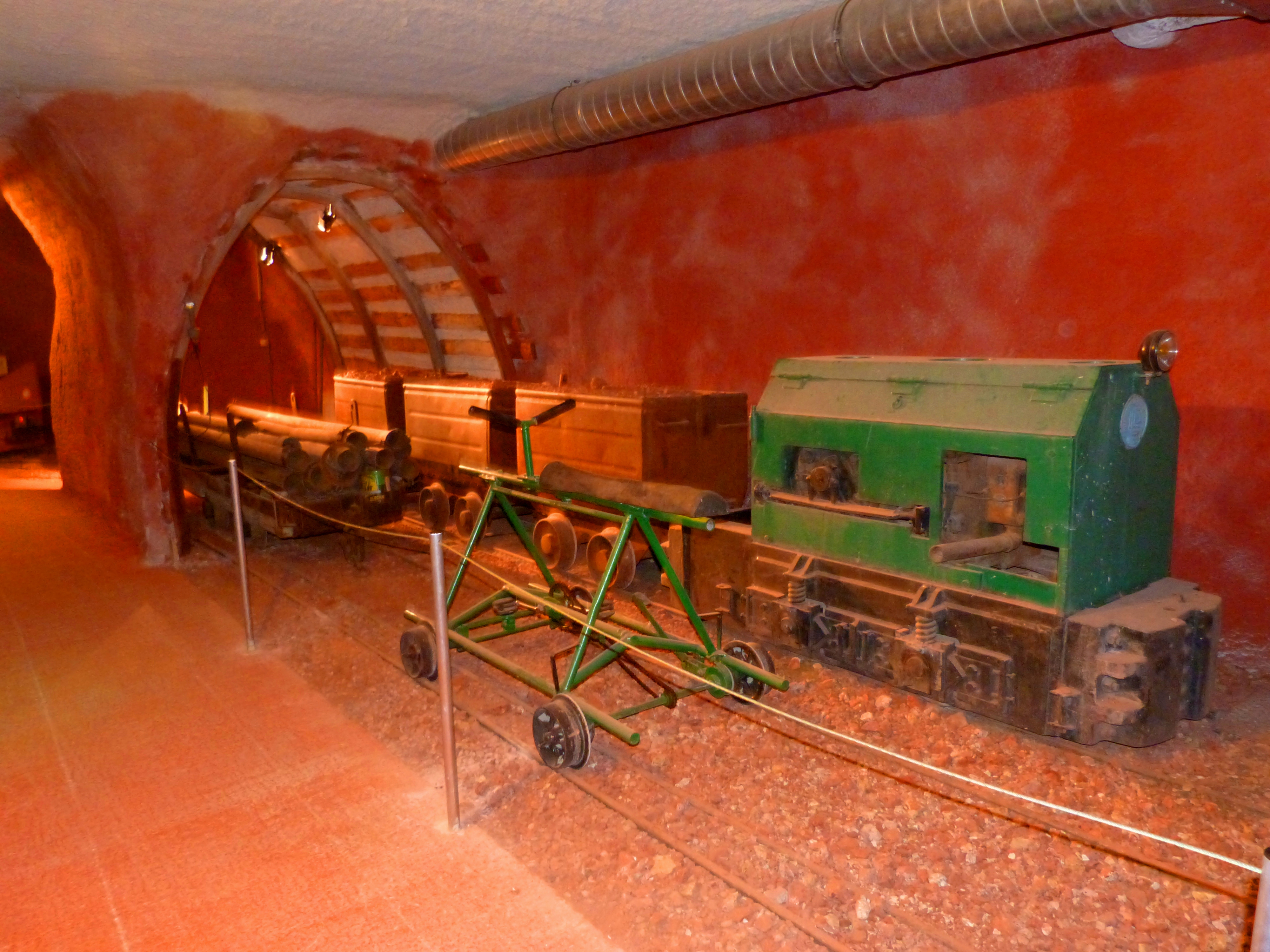
Grubenlokomotive im Musee des Gueules Rouges, Le Thoronet (ehemaliges Bauxit Bergwerk 1993+) in Tourves (Var 83)

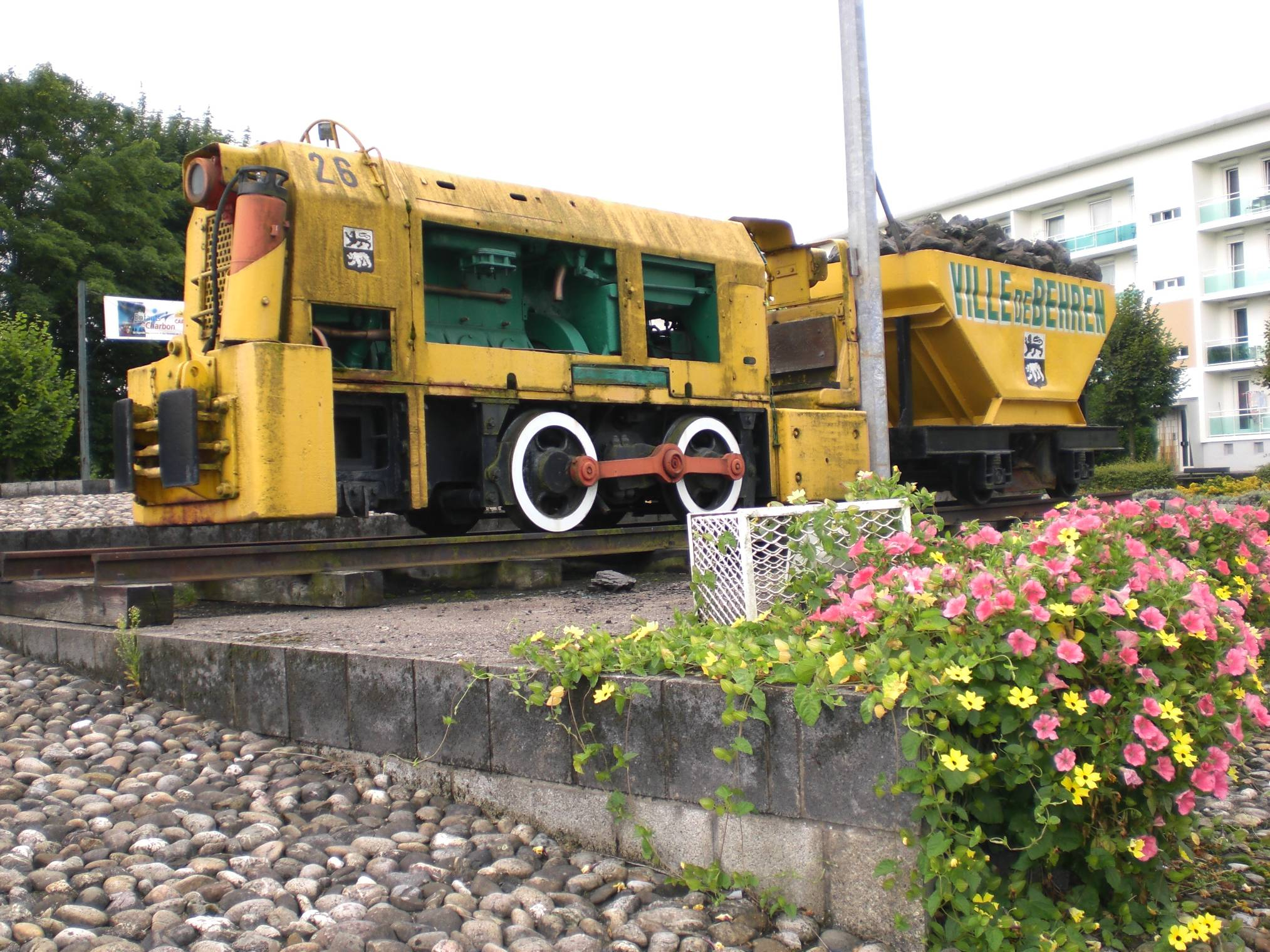
Grubenlok vom Typ M 345 BE als Denkmal in Lothringen

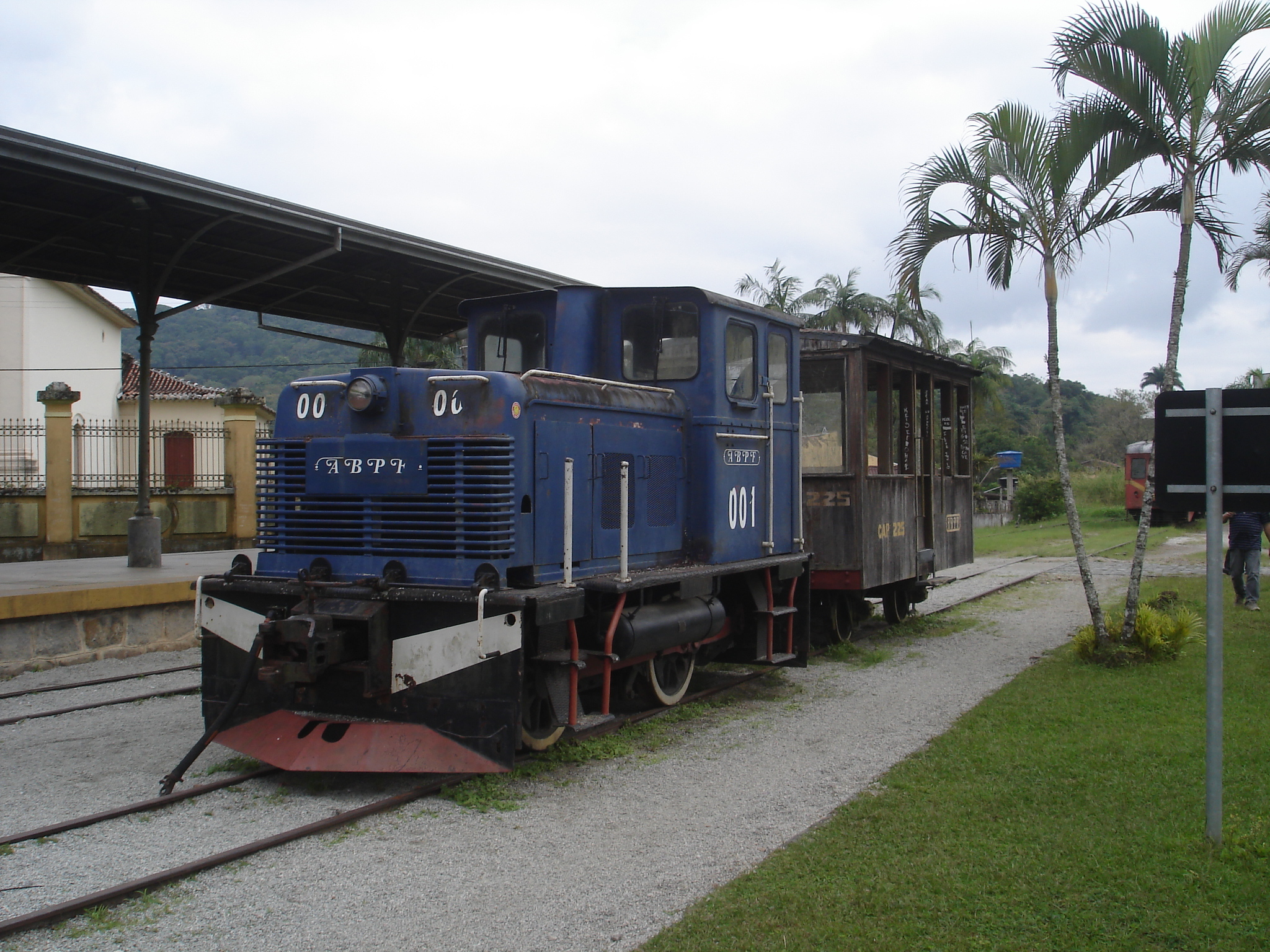
Von Locomotives et Locotracteurs Diesel SA des Typs 35.150 BM gebaute Diesellokomotive, die von ABPF in Curitiba, Brasilien betrieben wird.

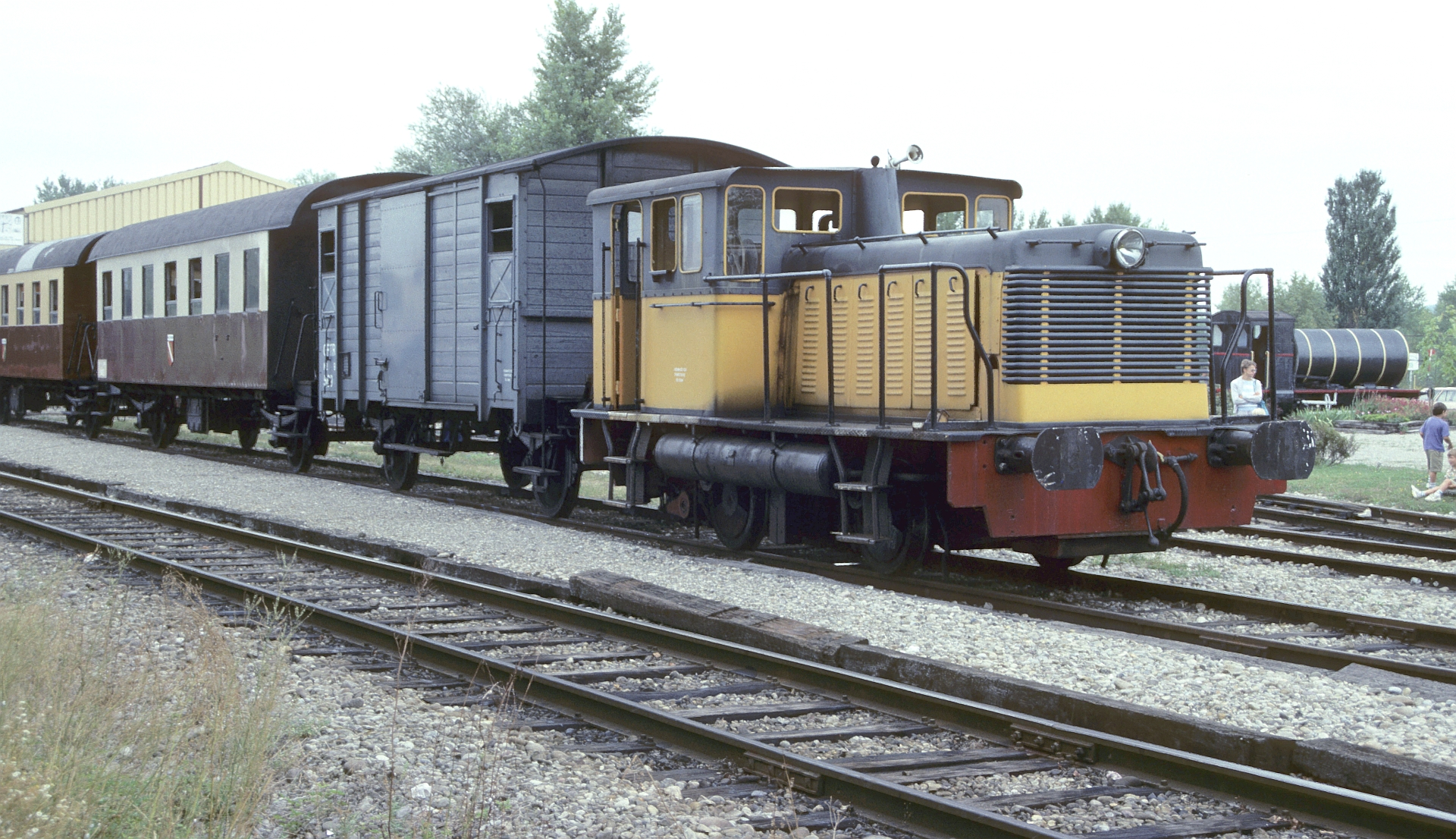
Ehemaliger Locotracteur der Hafenbahn Mulhouse bei der Chemin de Fer Touristique du Rhin CFTR in Volgelsheim (Haut-Rhin)

Locomotives et locotracteurs Diesel S.A., abgekürzt LLD, war ein französischer Hersteller von Gruben- und Rangierlokomotiven. Die Firma wurde 1954 von Compagnie générale de Construction de locomotives (Batignolles-Châtillon), abgekürzt LBC, einem Tochterunternehmen der im Maschinen- und Ingenieurbau tätigen Société de construction des Batignolles, abgekürzt SCB, übernommen.

## Geschichte
In den 1920er Jahren leitete Gregorie Marchak eine Vertretung der Motorenfabrik Deutz in Paris, die ab Ende der 1920er Jahre von Samuel Marchak in der Rue Raffet fortgeführt wurde. Er gründete im Jahre 1937 nach dem Umzug in die Rue Marbeuf die Locomotives et locotracteurs Diesel - Deutz de construction française und in den 1940er Jahren die Fabrik Locomotives et Locotracteurs Diesel S.A.
Vor dem Zweiten Weltkrieg war Salomon Marchak der Hauptimporteur deutscher Rangier-, Feldbahn- und Grubenlokomotiven der Firma Deutz in Frankreich. Schon seit 1915 ist der Name Marchak, Paris in den Lieferungen dokumentiert. Ab 1929 taucht der Name S. Marchak als Händler auf. Zwei der normalspurigen Lieferungen von Deutz über S. Marchak (Fabriknummer 9802 und 9803 von 1930 beziehungsweise 1931) kamen sogar zu „Staatsbahnehren“ bei der Chemin de Fer du Nord als DD 1 und DD 2 und wurde 1938 von der SNCF als DE 07051 und DE 07052 eingereiht. In geringerer Stückzahl wurden über die Niederlassung in Paris auch Lokomotiven für Belgien bereitgestellt, später kam dafür ein eigenes Zweiggeschäft in Brüssel hinzu. Die Kriegszeiten beendeten die Einfuhr deutscher Produkte von inzwischen um die 150 Maschinen und LLD beschließt ein eigenes Typenprogramm auf Schmal- und Normalspur zu entwickeln. Da sie über keine eigene Werkstatt verfügte, vergab LLD den Bau an den Schiff- und Rüstungshersteller Forges et Chantiers de la Méditerranée (FCM), der über große Produktionsstätten im Viertel Menpenti in Marseille in der Nähe des ehemaligen SNCF-Bahnhofs Prado besaß. Erst um 1946 kam eine eigene Produktionsstätte in Aytré hinzu. Statt Deutz-Motoren erhielten die Regelspurlokomotiven Motoren des Herstellers Willème verbaut. Die ersten Prototypen unterschieden sich äußerlich wenig von den zuvor gehandelten Deutz-Typen. Die mittige Abrundung der Motorhaube wurde zuweilen durch eine stumpfe Ecke, ähnlich einem First, beendet. Die Kuppelstangen waren Vierkant ohne Aussparung im Querschnitt mit Verjüngung in Richtung der Räder.
Bereits 1951 hatte die die Société parisienne pour l’industrie des chemins de fer et des tramways électriques (SPIE) durch eine Kapitalerhöhung die Kontrolle über Batignolles-Châtillon übernommen und letztere ihrerseits im gleichen Jahr zunächst die Kontrolle über LLD, was in der vollständigen Übernahme der LLD im Jahre 1954 mündete. Als eigenständige Marke wurde das ehemalige Tochterunternehmen von Batignolles-Châtillon bis zur Einstellung des Lokomotivbaus in den frühen 1960er Jahren fortgeführt. Im Bereich Grubenlokomotiven begründete Batignolles um 1959 ein Joint-Venture mit der Ruhrthaler Maschinenfabrik mit Firmensitz in Paris unter dem Namen Batiruhr (Batignolles-Ruhrthaler). Die Linie der LLD–Grubenlokomotiven dürfte damit beendet worden sein. Einzelne Regelspurlokomotiven wurden noch 1960 unter dem Namen Batignolles-Chatillon/LLD neben den eigenen Produktlinien entwickelt, wiesen aber nur wenige eigene Konstruktionsmerkmale (waagrechte Schutzstangen, Schrägen im Motorvorbau) auf. 1963 verschwand bald darauf auch der Name Batignolles.
Ab dem Jahre 1952 taucht in den Lieferlisten der Klöckner-Humboldt-Deutz im Zusammenhang mit dem Firmennamen Locomoteurs SA, Paris der Name L. Marchak, Paris (LMP) auf, der in den 1950er Jahren bis Anfang der 1960er Jahre etwas über 100 Lokomotiven für französische Betriebe bezogen und geliefert hat. Letzte Lieferung an L. Marchak, Paris war eine Deutz vom Typ KS55B im Jahre 1965.

## Lokomotiven
Mit der Eröffnung der Fabrik Locomotives et Locotracteurs Diesel S.A. begann in den 1940er Jahren die
Fertigung eigener Rangierlokomotiven auf Meterspur und Normalspur so wie Grubenlokomotiven.
Im Jahre 1941 erhielt LLD den ersten Auftrag für eine normalspurige Werkslokomotive für die Alais–Froges–Camargue (AFC), die spätere Firma Pechinex in Saint-Auban (04), die 1943 von der FCM als Typ LLD 517 ausgeliefert wurde. Angetrieben wurde sie von einem 8-Zylinder-Motor von Willème mit 180 PS und mechanischer Kraftübertragung. Äußerlich glich sie dem Typ A4M 420 R aus dem Hause Deutz.
Am 1. Juli 1949 wird mit der Fabriknummer 5574 / 10.296 eine 70 PS starke, 20 Tonnen schwere Lokomotive des Typs LLD 470 BN mit einem Willème-Motor an die Untergruppe Talaudière der HBL für den Einsatz in der Kohlewäsche der Mine „La Chazotte“ geliefert. Die Gruppe La Talaudière der Bassin houiller de la basse Loire beutete im Département Loire die Kohlevorkommen etwa sechs Kilometer nordöstlich von Saint-Étienne aus. Hier – wie in verschiedenen anderen Abteilungen der Gruppe – wurden normalspurige Werkslokomotiven unterschiedlicher Hersteller wie zum Beispiel BDR, Decauville, Deutz oder Berliet in verschiedenen Einsatzbereichen erprobt. Die LLD-Lok lag mit im Leistungsbereich der ihr auch äußerlich ähnlichen Deutz OMZ 130 R, war jedoch ohne Blindwelle ausgeführt.
Bekannte Typen von Grubenlokomotiven waren M 230 BE, M 345 BE, M 690 BE  und M 2230 BE mit einer Leistung zwischen 30 PS und 90 PS auf Spurweiten von 680 mm bis 710 mm und einem Dienstgewicht zwischen sieben und fünfzehn Tonnen. Die M 2230 BE hatten einen Motor von Baudoin mit einer Leistung von 30 PS, die M 345 BE hatten einen Baudouin DB3 3-Zylinger-Reihenmotor mit 45 PS. Eine größere Serie des Typ M345BE ging an die Lothringer Bergwerke (französisch Houillères du Bassin de Lorraine, abgekürzt HBL). Davon hat ein gutes halbes Dutzend als Denkmal oder in verschiedenen Bergwerksmuseen in Lothringen die Zeit überdauert. Zwei weitere sind in Museen in Luxemburg erhalten geblieben.
Eine weitere bisher bekannte, erhaltene LLD Grubenlokomotive erwarben die Eisenerzgruben Mine de fer de la Société des Mines de Soumont (SMS) in Soumont-Saint-Quentin. Sie steht heute im Musée de la mine de fer du Livet Saint-Germain-le-Vasson im Département Calvados.
Als motorloses Denkmal hat die auf Meterspur 1951 für die Salinenbetriebe in Salin-de-Giraud (Bouches-du-Rhône) gelieferte Lokomotive des Typ 36.150 BM in Aubel (Belgien) überlebt. Sie war zuletzt bei der ehemaligen Museumsbahn Li Trimbleu in Belgien im Einsatz gewesen. Von ähnlichem Typ und ebenfalls auf Meterspur ist bei der Brazilian Association of Railroad Preservation – abgekürzt ABPF – in Curitiba im Bundesstaat Paraná eine 20 Tonnen schwere Maschine mit der Herstellerbezeichnung 35.150 BM aus dem Jahre 1955 erhalten. Sie hat einen Mercedes-Benz 355/6-Motor mit 200 PS. Vor ihrer Restaurierung trug sie die Bezeichnung LLD 001 Antonina und ist jetzt mit LLD 201 Francesinha beschriftet. Sie war an die Zementfabrik Votorantim Cimentos in Rio Branco do Sul, nur 40 km weiter nördlich ihres aktuellen Standort, geliefert worden.
In den Jahren 1953 und 1954 konnte LLD die Lieferung einer Serie von 24 normalspurigen Rangierlokomotiven an die privaten Vorgängergesellschaften Compagnie des chemins de fer du Maroc (CFM) und Compagnie franco-espagnole du chemin de fer de Tanger à Fès (TF) der späteren, staatlichen Office National des Chemins de Fer du Maroc (kurz ONCF), dem Eisenbahnverkehrs- und Infrastrukturunternehmen des Königreich Marokko ausführen. Die Fahrzeuge bildeten die Baureihe ONCF DE 470 und waren als DE–471 bis DE–494 durchnummeriert. Sie waren bis in die 1980er im Einsatz. Die DE 474 und DE 481 sollen in Meknès als Teil des künftigen marokkanischen Eisenbahnmuseums aufbewahrt werden. Drei weitere Exemplare desselben Typs gingen 1956 an ein Werk in Toulouse.
In den unter den Fabriknummern 5762 bis 5812 – mit Lücken und nicht fortlaufend – gebauten Maschinen der ONCF fungierte abermals ein 180 PS starker Willème Motor als Antriebsaggregat. Die Herstellerbezeichnung war 108.180 BN und wurde unter der Regie von Batignolles im Jahre 1956 nicht mehr weiter entwickelt. Viele mechanische Konstruktionselemente stammten von den Vorgängertypen 16.150 BN und 28.200 BN oder waren eine Weiterentwicklung derselben. Die Stange für die Kraftübertragung auf die Räder wich einem Kettenantrieb. Das Äußere und ein vollkommen geschlossenes Führerhaus war zu seiner Zeit modern und glich den zur gleichen Zeit beginnenden Lieferungen Vergleich barer Typen anderer Hersteller an die französische Staatsbahn, wie zum Beispiel SNCF Y 51100 oder SNCF Y 51200.
Die bei der Museumsbahn Chemin de Fer de Vallée de l’Ouche, abgekürzt CFVO, mit der Nummer 22 erhaltene, als LLD – Deutz bezeichnete Lokomotive aus dem Jahre 1955, dürfte lediglich über L. Marchak respektive LLD geliefert worden sein. Die Grubenlokomotive des Typ Deutz A4M 517 G wurde 1955 mit der Fabriknummer 56190 bei Deutz für die Magnésie Et Dolomie de France S.a.s. in Ferques für einen Steinbruch bei Paris fertig gestellt. Sie kam 1995 zur Museumsbahn und wurde dort mit neuer Motorhaube und neuem Führerhaus in eine Feldbahnlokomotive umgebaut.
Zu den wenigen zunächst erhaltenen normalspurigen Maschinen gehörte die ehemalige Werkslokomotive der Hafenbahn in Mulhouse mit der Fabriknummer 1309 aus dem Jahre 1953 mit einem 180 PS leistenden 8-Zylinder des Typs Willème F8M 517P und mechanischer Kraftübertragung. Sie wurde dann aber doch wegen technischer Unzulänglichkeiten im Jahre 2006 verschrottet. Erhalten ist eine der letzten gefertigten Normalspurtraktoren mit einem SACM-Motor bei der Chemin de Fer Touristique du Rhin CFTR in Volgelsheim (Haut-Rhin). Diese kleine Werkslok vom Typ 16.110 BND hatte 60 PS. Sie wurde 1958 gebaut und war bis 1991 bei der Hafenbahn in Colmar im Einsatz. Bezeichnend für diese Baureihe war der Innenrahmen. Beide zunächst bei der CFTR erhaltenen Maschinen wurden am Standort Aytré gebaut. Eine sehr große Ähnlichkeit mit dieser Maschine der ehemaligen Hafenbahn in Colmar weist der Typ 16.110 BLD mit hydraulischer Übertragung und Voith-Getriebe auf, der in drei Exemplaren an die spanische l’Empresa Nacional Siderúrgica S.A. (ENSIDESA) in Iberischer Breitspur geliefert wurde und von denen eine Lokomotive im Eisenbahnmuseum Museo Del Ferrocarril De Asturias im alten Bahnhof von Gijon ausgestellt ist.